# Kristallen 2020
Kristallengalan 2020 ägde rum 27 augusti 2020. Den sändes i TV4 med Petra Mede som programledare.
Priserna i fyra av kategorierna (Årets program, Årets kvinnliga programledare, Årets manliga programledare och Årets sport-tv-profil) röstades fram av tittarna under direktsändningen av galan medan priserna i de andra kategorierna utsågs av en jury. Kristallens styrelse utsåg även en hederspristagare och ett specialpris. Kristallen meddelade den 13 augusti vilka som var nominerade.

## Vinnare och nominerade

### Program och serier
| Årets program - Spökjakt (Discovery+) - Bäst i test (SVT) - Renées Brygga (TV4) - Älska mig (Viaplay) | Årets underhållningsprogram - Bäst i test (SVT) - Alla mot alla med Filip och Fredrik (Kanal 5) - Så mycket bättre (TV4) - Vem kan slå Anja och Foppa (Kanal 5) - Talang (TV4)                                                    |
| Årets tv-drama - Älska mig (Viaplay) - Dejta (SVT) - Eagles (SVT) - Fartblinda (TV4/C More) - Kalifat (SVT) | Årets sportproduktion - Fotbolls-VM 2019 (TV4/C More) - Premier League-studion (Viaplay/TV6) - SHL-studion/Hockey-lördag (TV4/C More) - Vinterstudion (SVT) - VM i friidrott (SVT)                                                |
| Årets barnprogram - Ture Sventon och Bermudatriangelns hemlighet (TV4/Cmore) - Sommarskuggan - Vinterskuggans uppdrag (SVT) - Sagasagor (Viaplay) - Wild Kids (Cmore) - Världens hemskaste sjukdomar (SVT)         | Årets dokumentärprogram - Guldfeber (SVT) - Svenska Fall (Viaplay) - Det svenska popundret (SVT) - Anders, jag och hans 23 andra kvinnor (SVT) - Hitlers dödsdömda svenskar (TV4/C More) - Vargattacken på Kolmården (TV4/C More) |
| Årets dokusåpa - Robinson (TV4) - Paradise Hotel (TV3/Viafree) - Celebrity Ex on the Beach (Sjuan) - Allt för Sverige (SVT) - Bachelor Sverige (Sjuan)                                                             | Årets fakta och samhällsprogram - Trolljägarna (TV3) - Edit: Vad hände Gina Dirawi? (SVT) - Landet lyckopiller (SVT) - Din hjärna (SVT) - Blattarna som byggde Sverige (TV4)                                                      |
| Årets granskning - Att rädda ett barn ur Dokument Inifrån (SVT) - Ung och kriminell ur Uppdrag granskning (SVT) - Kommittén ur Kalla fakta (TV4) - Vecka 42 ur Kalla fakta (TV4) - Guldkalven ur Kalla fakta (TV4) | Årets humorprogram - Leif & Billy (SVT) - Sommaren med Släkten (Kanal 5) - Filip och Mona (SVT) - Solsidan (TV4/C More) - Helt perfekt (Kanal 5)                                                                                  |
| Årets livsstilsprogram - Mandelmanns gård (TV4) - Seniorsurfarna (UR) - Arvinge okänd (SVT) - Hemma hos arkitekten (SVT) - Food and Fire (Viaplay)                                                                 | Årets nyheter - och aktualitetsprogram - Kalla fakta (TV4) - Special: Coronaviruset (SVT) - Efterlyst (TV3) - Efter fem (TV4) - Dina frågor om corona (TV4)                                                                       |
| Årets realityprogram - Svenska Truckers (Viaplay) - Renées brygga (TV4) - Lerins lärlingar i Brasilien (SVT) - Expeditionen (TV4) - Wahlgrens värld (Kanal 5)                                                      | Årets nyskapande/förnyare - Live Date (Viafree) - Alla mot alla med Filip och Fredrik (Kanal 5) - Sverige Möts: Mötet (SVT) - Efter fem (TV4) - Big Brother Sverige (Sjuan)                                                       |

### Personer
| Årets kvinnliga programledare - Renée Nyberg (TV4) - Babben Larsson (SVT) - Margaux Dietz (TV3) - Sofia Wistam (Kanal 5) | Årets manliga programledare - David Hellenius (TV4) - David Sundin (SVT) - Johnnie Krigström och Mattias Särnholm (Kanal 5) - Peter Jihde (TV3)                                                                            |
| Årets kvinnliga skådespelerska i en tv-produktion - Gizem Erdogan i Kalifat (SVT) - Aliette Opheim i Kalifat (SVT) - Ilinca Neacsu i Box 21 (Viaplay) - Josephine Bornebusch i Älska mig (Viaplay) - Julia Ragnarsson i Fartblinda (TV4/Cmore) | Årets manliga skådespelare i en tv-produktion - Amed Bozan i Kalifat (SVT) - Joakim Sällquist i Box 21 (Viaplay) - Johan Rheborg i Solsidan (TV4) - Johan Ulveson i Älska mig (Viaplay) - Matias Varela i Fartblinda (TV4) |
| Årets tv-personlighet - Erik Niva (Viaplay) - Birgitta Rasmusson (TV4) - Carina Bergfeldt (SVT) - Leif Mannerström (TV4) - Pernilla Wahlgren och Bianca Ingrosso (Kanal 5)                                                                     | Årets hederspris - Adam Alsing |

### Juryns specialpris
- Sofia Åhman